# Stephan Bakker
Stephan Bakker, né le 17 avril 1994 à Zaandam, est un coureur cycliste néerlandais.

## Biographie
En octobre 2018, Stephan Bakker s'impose au sprint sur la quatrième étape du Tour du Guatemala.

## Palmarès
- 2018
  - 4e étape du Tour du Guatemala
- 2019
  - 1re et 5e étapes du Tour du Cameroun
  - 3e du Tour de Siak

## Classements mondiaux
| Année           | 2015   | 2016   | 2017 | 2018   |
| --------------- | ------ | ------ | ---- | ------ |
| UCI Europe Tour | 1 075e | 1 238e |      | 1 581e |